# Boštanj, Sevnica
Boštanj je naselje z okoli 300 prebivalci in središče Krajevne skupnosti Boštanj v Občini Sevnica.

## Lega
Boštanj leži na desnem bregu Save, jugozahodno od Sevnice. V zadnjih letih se je kraj precej povečal in preoblikoval ter se nadaljuje v naselje Dolenji Boštanj.

## Zgodovina
Poselitev kraja sega v starejšo železno dobo, vas pa je v starih listinah prvič omenjena že v 12. st.

## Gospodarstvo
V kraju stoji HE Boštanj, ena izmed savskih hidroelektrarn zgrajena leta 2006, gradnja pa se je začela leta 2002. Danes prinaša dosti veliko korist.

## Zanimivosti
Na Gavgah, 1 km od Boštanja, je znamenito rastišče  rumenega sleča
(Rhododendron luteum), ki je velika botanična redkost v vsej srednji Evropi. Rastišče je v gozdu gradna in pravega kostanja. Tla so kisla, pobočja pa nagnjena proti severu in severovzhodu. V bližini je pod cerkvijo na Topolovcu še eno, skromnejše nahajališče.
Krajani so se 30. aprila 2007 v Guinnessovo knjigo rekordov vpisali s postavitvijo najvišjega 43,44 m visokega kresu na svetu. Odlično se ga je videlo iz bližnjega hriba Zajčja Gora oz. Ledine.

## NOB
Nemški okupator je prebivalce Boštanja v letih 1941 in 1942 izgnal v Nemčijo in na njihove domove naselil nemške priseljence, zlasti iz Kočevskega (t. i. Kočevarje). Kraj so 13.10. 1943 za dva dni osvobodili partizani, pri tem so opustošili orožniško postajo in požgali grad.